# Loewia setibarba
Loewia setibarba là một loài ruồi trong họ Tachinidae.